# Ozothamnus reflexifolius
Ozothamnus reflexifolius là một loài thực vật có hoa trong họ Cúc. Loài này được Leeson & Rozefelds mô tả khoa học đầu tiên năm 2003.